# Print Wikipedia

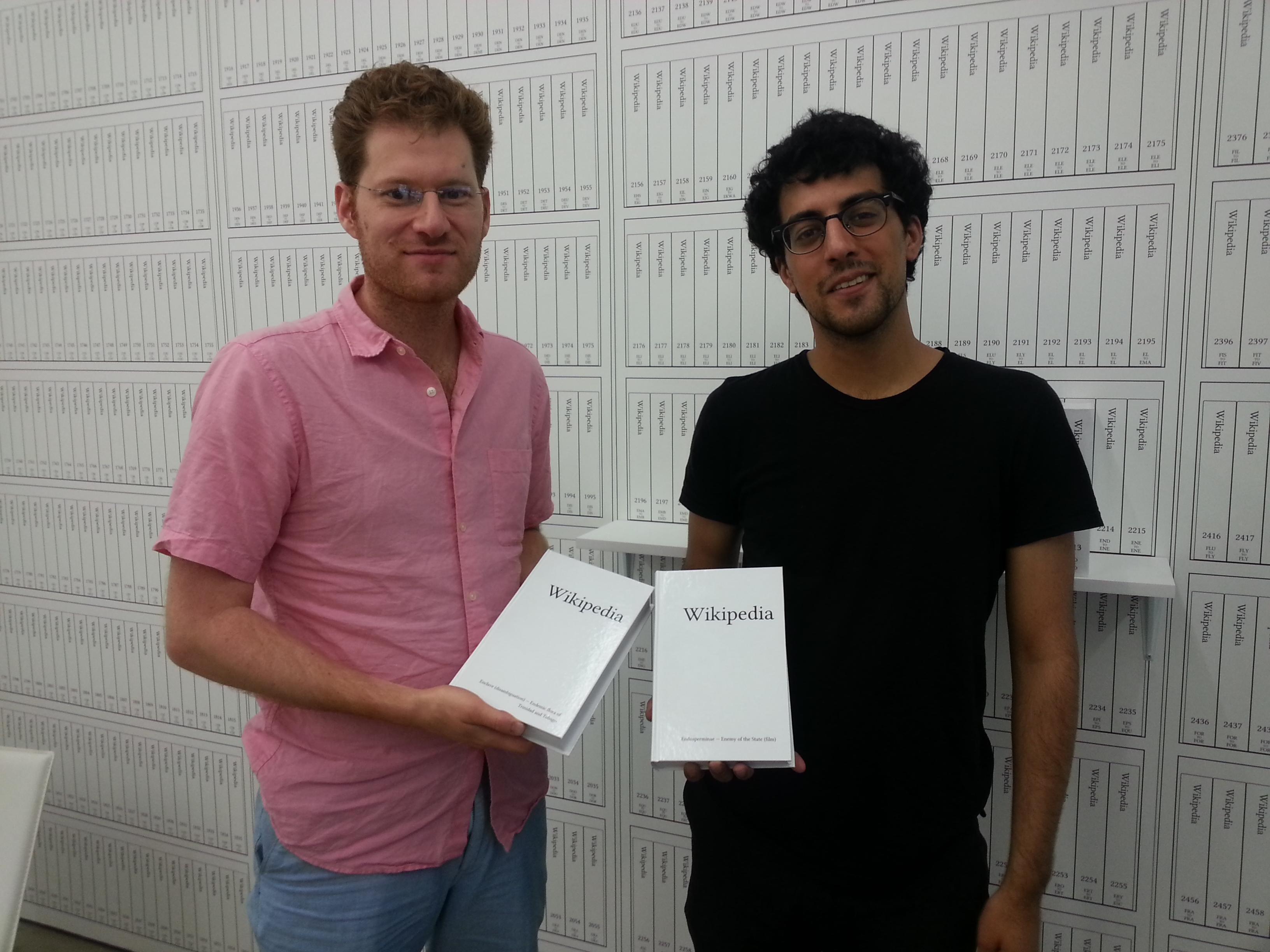
Họa sĩ Michael Mandiberg và trợ lý Jonathan Kiritharan của dự án "Print Wikipedia", tại triển lãm "Từ Aaaaa! đến ZZZap!", vào một ngày trước khi khai mạc tại Phòng trưng bày Denny, Thành phố New York, Mỹ.

Print Wikipedia là một dự án nghệ thuật của Michael Mandiberg đã in 106 trong số 7.473 tập của Wikipedia tiếng Anh khi nó tồn tại vào ngày 7 tháng 4 năm 2015. Dự án cho thấy phần gáy sách của 1.980 tập đầu tiên trong bộ sách này, được bổ sung bởi 106 tập in thực tế, mỗi tập trong số đó lên đến 700 trang. Một chỉ mục gồm 36 tập của tất cả 7,5 triệu người đóng góp cho Wikipedia tiếng Anh cũng là một phần của dự án này. Mục lục chiếm 91 tập 700 trang. Tập sách in chỉ bao gồm văn bản của các bài viết: không bao gồm phần hình ảnh và tài liệu tham khảo. Dự án đã được  đem ra triển lãm tại Phòng trưng bày Denny ở Thành phố New York vào mùa hè năm 2015. Các dự án tương tự đã được tổ chức với một phần bản in của Wikipedia tiếng Đức (Berlin, 2016) và với Wikipedia tiếng Hà Lan (Ghent, 2016)
Mandiberg ban đầu nghĩ đến dự án vào năm 2009 nhưng gặp khó khăn về mặt kỹ thuật. Sau đó, ông đã nhờ một người trợ lý tên là Jonathan Kirinathan hỗ trợ lập trình mã để biên dịch, định dạng và tải lên toàn bộ bản tải xuống Wikipedia tiếng Anh. Các tập tin bản in đã được tải lên nhà xuất bản sách Lulu.com và có sẵn để đem đi in dưới dạng tập sách giấy.
Động lực của Mandiberg nhằm trả lời cho câu hỏi, "Nó lớn cỡ nào?" Đối với một thực thể dữ liệu lớn, kích thước của nó nằm ở ngưỡng có thể được coi là một bộ sách giấy, nhưng không lớn đến mức lấn át các giác quan của một người, chẳng hạn như các tệp dữ liệu của Facebook hoặc NSA. Katherine Maher, Giám đốc Điều hành của Wikimedia Foundation, mô tả đây là "một cử chỉ về tri thức". Wikimedia đã hợp tác với dự án và Lulu.com giúp tài trợ cho dự án.
Nhiệm vụ này mất ba năm và quá trình tải lên mất 24 ngày, 3 giờ và 18 phút. Nó được hoàn thành vào ngày 12 tháng 7 năm 2015. PediaPress đã cố gắng quyên góp tiền cho một bản in Wikipedia tiếng Anh đầy đủ trên Indiegogo vào năm 2014, với mục tiêu 50.000 đô la (30.000 bảng Anh), thế nhưng dự án đã bị kìm lại. Dự án bị kìm lại này dự định in 1.000 tập, mỗi tập sẽ bao gồm 1.200 trang: tổng số 1.200.000 trang tương đương với khoảng 80 mét kệ trưng bày. Mandiberg về sau đã đảm bảo với mọi người rằng ông sẽ không đem in toàn bộ bộ sưu tập này, tuyên bố rằng toàn bộ bộ sưu tập là không cần thiết để mọi người hiểu được kích thước thực của Wikipedia và một khi mọi người đã xem một phần Wikipedia, nó sẽ giúp họ nhận ra kích thước của nó. Mandiberg ước tính rằng chi phí in của một bản in đầy đủ sẽ vào khoảng 500.000 đô la. Triển lãm nghệ thuật Denny chỉ giới thiệu một loạt các tập in thực tế với khoảng 2.000 tập khác được thể hiện như những gáy sách trên tường. Buổi triển lãm này xoay quanh việc tải các tệp in thực tế lên trang Lulu.com.